# Waka (protocole)
Pour les articles homonymes, voir Waka.
Waka est un protocole de communication en cours de développement conçu par Roy Fielding selon le style d'architecture REST. Déployé à travers une connexion HTTP, ce protocole propose d'améliorer le Web en conférant aux ressources disponibles une représentation sémantique et un état dynamique. Il ne s'agit donc pas de remplacer le protocole HTTP mais d'y intégrer des fonctionnalités sémantiques et dynamiques.

## Représentation sémantique des ressources
- La méthode "Render" permet d'exposer la représentation d'une ressource à des fins d'affichage (mode "display"), d'impression (mode "print") ou sous forme orale (mode "speak" pour l'accessibilité).

## État dynamique des ressources
- Notification possible lorsque l'état d'une ressource change.

## Annexe
En baptisant ce protocole waka, Roy Fielding fait référence aux canoës maori utilisés pour voyager en sécurité d'île en île sur l'océan Pacifique.